# Hugues de Payns
Hugues de Payns o de Payens (Payns?, c.1070 - Palestina, 24 de maig de 1136) Paganus amb el nom llatinitzat, va ser un noble i cavaller d'origen incert, molt probablement francès, es creu que de la Xampanya, conegut per ser un dels fundadors de l'orde del Temple i el seu primer gran mestre (1125-1136).

## Biografia
No se sap gran cosa sobre la vida d'Hugues abans de la fundació de l'orde dels templers. Es creu que era originari de la vila de Payns, situada a prop de Troyes. Hauria estat un vassall del comte Hug I de Xampanya, noble que va participar en la Primera Croada, que tenia la seva cort establerta en aquesta ciutat. Tampoc se sap res amb certesa sobre la seva dona o llinatge. Tanmateix, es diu que també era parent, precisament, del comte Hug, almenys d'una branca secundària de la dinastia Xampanya. Alguns creuen que va tenir un fill (d'altres diuen que era un nebot) anomenat Teobald, que va esdevenir abat de Saint Columbe-de-Sens el 1139.
Després de la presa de Jerusalem el 1099, vers el 1119, ell i el seu company i col·laborador, el flamenc Godofreu de Saint-Omer, i uns altres set companys, van fundar una mena de confraria consagrada a la protecció i custòdia dels pelegrins que visitaven i travessaven Terra Santa. A més, havien de fer vots religiosos, per la qual cosa esdevenia un orde militar. Balduí II de Jerusalem va concedir-los una ala de palau que donava a la mesquita d'al-Aqsa, a l'àrea de l'antic temple de Salomó, d'on van prendre el nom de l'orde: Pauperes commilitones Christi templique Salomonis.
Al començament, el Temple no va tenir gaire èxit, per les característiques de l'orde, marcat per la pobresa i la duresa de la vida; que va fer que no hi hagués gaires vocacions. Això va empènyer Hugues a tornar a Europa i, entre 1128 i 1129, visitar diversos territoris amb alguns dels seus companys per aconseguir donacions i més membres. Va viatjar àmpliament per França, i també va visitar Anglaterra i Escòcia. El major èxit va ser a partir del concili de Troyes del gener de 1129, presidit per un legat papal i amb la presència de nombrosos alts càrrecs eclesiàstics, inclòs l'abat Bernat de Claravall. Allà, el Temple va rebre plena aprovació i se'ls va donar una regla inspirada en la de sant Benet, amb setanta-dos capítols, escrits almenys en part pel mateix Bernat de Claravall. D'altra banda, també van rebre un mantell blanc, al qual es va afegir una creu roja octogonal patent, que va ser atorgada pel papa Eugeni III.
En acabar el concili, Hugues i els seus companys van tornar a Terra Santa, on van intentar prendre, sense èxit, Damasc, per falta de suport logístic en un setge de llarga durada. Això va fer que Hugues replantegés la forma de funcionar de l'orde i va utilitzar les terres i rendes europees per a tenir una base fora de Terra Santa que pogués proveir amb soldats, diners, menjar, roba i armes als combatents. Entre 1128 i 1136, Bernat de Claravall va dedicar i adreçar una de les seves obres als templers, De laude novae militae, que va donar un nou impuls a l'orde; això succeiria almenys en vida d'Hugues, la mort del qual es fixa el 24 de maig de 1136.

## Origen
No hi ha dubte que Hugues de Payns va ser un personatge històric, car és present en la documentació de l'època. No obstant això, és un problema saber qui era abans d'entrar a l'orde. Els cronistes medievals no donen detalls de la seva vida o hi són molt imprecisos. En primer lloc, abans d'entrar a l'orde no es deia Hugues de Payns; rebrà el títol «de Payns» només a partir de 1125, quan esdevé el primer gran mestre de l'orde. La seva identificació com un noble de la casa de Xampanya (també comtes de Blois) originari de Payns és confusa, en tant que l'àrea d'aquesta vila entre 1095 i 1125 estava en mans dels comtes de Lorena, i abans d'aquests dels d'Angers, vassalls del rei de França i, per tant, no estaven en mans de la casa de Blois-Xampanya. De fet, aquestes terres van ser donades al comte de Blois, i no pas als templers, el 1125, per un enigmàtic personatge anomenat Hugues de Xampanya.
Alguns estudiosos diuen que es deia Hugues de Pagens, o fins i tot que era un home anomenat Hugues el Pecador (Peccator), autor d'una carta que s'adreçava als cavallers templers, però dita carta és imprecisa en tant que el nom no és clar i no té data. Altres candidats, membres de l'orde, van ser Hugues de Puiset, que va rebre la ciutat de Jaffa a Terra Santa, o Hugues de Crecy, que va rebre Corbeil i el seu castell a França; les famílies d'ambdós van estar relacionades amb les transferències de terres abans esmentades.
Una darrera teoria, dubtosa per la data tardana del document que la recolza, s'origina en un manuscrit de 1662 trobat a la Biblioteca Nacional de Madrid, en el qual un erudit català escriu un redactat al comte de Guimerà amb el títol «Declaració de la inscripció grega de la creu de Sant Esteve de Bagà, cap de les baronies de Pinós, guió de l'armada que va prendre Terra Santa, any de 1110. Hug de Bagà, primer mestre del Temple». El document descriu la campanya a Terra Santa i trasllada el noble Hug de Pinós al lloc d'Hug de Payns i que, un cop convertit en primer mestre del Temple, va ser conegut com a Hug de Bagà, llatinitzat com Baganus, quelcom que hauria portat a confusió amb Paganus.